# Panda vermell de Styan
El panda vermell de Styan (Ailurus styani) és una espècie de mamífer carnívor de la família dels ailúrids. Durant molt de temps fou considerat una subespècie del panda vermell (A. fulgens). Segons els investigadors, les dues espècies haurien divergit fa aproximadament 200.000 anys i haurien patit diverses caigudes de la població des d'aleshores, de les quals A. styani s'hauria recuperat millor.